# Камино
Камино (Kamino) је свет у измишљеном универзуму Звезданих ратова. Овде је створена Армија Републике. Планету насељава раса високих, елегантних створења названих Каминоанци. Они су повучени, а чувени по својој технологији за клонирање. Оби-Ван Кеноби је био упућен овде да би пратио траг о локацији особе која је наручила атентат (који се завршио неуспехом) на сенатора Амидалу. Оби-Ван је током свог боравка у граду Типока на Каминоу открио извор генетичког материјала за војску клонова − извесног Џанга Фета и његовог „сина“, Бобу Фета.
Након што су откривени, Џанго и Боба су једва побегли са планете, али је Оби-Ван био одмах иза њих. Јода се касније вратио и повео контингент ових клонираних ратника да помогну у спашавању Оби-Вана, Анакина, Падме и Џедај витезова на крају Напада клонова, започињући чувене Ратове клонова. Када су Сепаратисти открили извор клонова започели су напад на Камино, али је битку за Камино добила Република.

## Град Типока
Град Типока је главни град планете Камино. Ту се налази боравиште Ламе Суа, премијера Каминоа, Џанга и Бобе Фета, као и велика постројења за клонирање. Типока има архитектуру другачију од било којег другог града у универзуму Звезданих ратова. Она је замишљена да издржи јаке ветрове и сталне олује на Каминоу. Зграде су грађене на стубовима да би се заштитиле од таласа океана испод њих.

## Каминоанци
У измишљеном универзуму представљеном у филмовима и књигама Звезданих ратова, Каминоанци су ванземаљци који потичу са олујне планете Камино. Сиве су коже и имају дугачке вратове. Експерти су за клонирање и створили су војску клонова коју је користила Стара Република. Читаво њихово друштво је генетички модификовано. То се десило као одговор на растући ниво мора на њиховој матичној планети. Мушкарци имају кресте на својим главама што је остатак еволуције Каминоанаца из мора.

## Видите још и...
- Каминоанци